# Врбаньци
Врбаньци (серб. Врбањци) —  населённый пункт (посёлок) в общине Котор-Варош, который принадлежит энтитету Республике Сербской, Босния и Герцеговина. Расположен в 7 км к юго-востоку от центра города Котор-Варош, на берегу реки Врбаня (притока Врбаса).

## Население
Численность населения посёлка Врбаньци по переписи 2013 года составила 2 239 человек.
Этнический состав населения населённого пункта по данным переписи 1991 года:
- боснийские мусульмане — 1.468 (49,34 %),
- хорваты — 799 (26,85 %),
- сербы — 658 (22,11 %),
- югославы — 41 (1,37 %),
- прочие — 9 (0,30 %).

Всего: 2.975 чел.